# くがことみ
くがことみ（1998年6月1日 - ）は、日本の元タレント、元モデル、元女優。本名および旧芸名は空閑 琴美（読み同じ）。
埼玉県出身。セントラル子供タレントを経てニチエンプロダクションに所属していた。

## 人物・来歴
2歳の頃から芸能活動を開始し、ドラマやCM、こどもちゃれんじ・ぷちに出演。また、この頃「いないいないばあっ!」の雑誌に登場する小さい子供達の1人として登場したこともある。
2007年（平成19年）4月からNHK教育テレビ（Eテレ）『いないいないばあっ!』に4代目おねえさん「ことちゃん」として出演。2011年（平成23年）3月25日放送分をもって通常放送を卒業し、以降は「あつまれ!ワンワンわんだーらんど」に出演。「ワンワンわんだーらんど」も2015年（平成27年）3月29日の放送をもって卒業（卒業後も、東京公演に年1回ゲストとして出演している）。
「ワンワンわんだーらんど」卒業後に開設したブログで、在任時は髪型を変えることができなかったこと（在任当時は肩にかかるくらいの長さ。現在はロングになっている）や、就任時から2015年（平成27年）にかけて身長が45cm伸びた事を明かした。
かつてはセントラルグループ・セントラル子供タレントに所属していたが、2013年（平成25年）4月、ニチエンプロダクションへの移籍が発表された。
2017年（平成29年）より、舞台で女優としての活動を開始。
2021年（令和3年）5月1日、芸名をひらがなの「くが ことみ」に改名した。
2022年（令和4年）1月、保育士試験に合格したことを発表。
2023年（令和5年）7月1日、当月末をもってニチエンプロダクションを退所することを発表。事務所退所後は芸能界を引退しており、現在は保育園に関わる仕事をしている。

### 『いないいないばあっ!』でのエピソード
- 本人曰く、4歳のころから『いないいないばあっ!』のおねえさんになるのが夢だったとのこと。先代のおねえさん、ふうかから貰った手紙とノートとペンを大事にしている。
- 「ぐるぐるどっか〜ん!」や「おにぎりぽん!」の歌では元気で活発なダンスを披露していたが、その反面で当時は甘ったれな性格であり、収録帰りの電車の中では母親の腕を触るのが大好きで、母親の腕を触りながら寝てしまうと語っている[5]。
- 2007年（平成19年）秋に行われた富士山麓ロケで、人生初の凧揚げに挑戦した。後にスタッフに「ワンワンが走る（凧揚げをする）と思ってた。」と語っていた[6]。
- 当時、自宅で寝るときはカエル・ウサギ・イノシシのぬいぐるみたちと寝ており、ぬいぐるみなしで一人で寝るのは考えられなかったとのこと[7]。

### その他のエピソード
- 幼児時代の 松下電器産業：乾いちゃう洗濯機のCMでは実母（一般人）と共演している。

## 出演

### 子供番組
- いないいないばあっ!（2007年4月2日 - 2011年3月25日、NHK教育/Eテレ）
  - いないいないばあっ! 20周年スペシャル（2016年1月2日、NHK Eテレ） - ことちゃんの人形の声[注 2]
- いないいないばあっ! あつまれ!ワンワンわんだーらんど（2010年5月30日 - 2015年3月29日[注 3]、NHK Eテレ）
- ワンワンパッコロ!キャラともワールド（2015年より不定期出演、NHK BSプレミアム）

### テレビドラマ
- 幸福の王子（2003年、日本テレビ） - 繭（幼少） 役
- はみだし刑事情熱系（テレビ朝日） - 美和（幼少） 役
- ウチの夫は仕事ができない（2017年7月28日、日本テレビ）
- 名刺ゲーム（2017年12月23日、WOWOW）
- マジで航海してます。～Second Season～（2018年7月30日、MBS）

### バラエティ
- おしえて!家電の神様（2015年10月8日 - 、BS11） - 長女 役[8]
- バゲット「ヒゲっトさんのパンの耳」（2018年 - 2019年、日本テレビ）

### 映画
- HIRAKATA（2004年、杉山嘉一監督） - 前島カーユ 役
- 僕らのごはんは明日で待ってる（2017年、市井昌秀監督） - 笠井舞 役

### CM
- AEON トップバリューローストハム
- トーホー ハローキティといっしょ
- マクドナルド ハッピーセット
- 松下電器産業（現 パナソニック） 乾いちゃう洗濯機
- 花王 健康エコナ
- Workin

### 舞台
- さよならヨールプッキ（2017年9月6日 - 10日、シアターサンモール） - ウラン 役
- HYBRID PROJECT Vol.17【Re-】（2018年9月12日 - 16日、シアターサンモール） - 薺 役
- くがことみ＆すぎやまゆうな　ファミリーコンサート（2019年6月23日、新潟市民芸術文化会館（りゅーとぴあ））
- クリスマスファミリーコンサート inとみおか（2019年12月22日、富岡町文化交流センター学びの森）

### ラジオ
- 今日は一日“家族三世代NHKキッズソング三昧”2016（2016年5月5日、NHK-FM）

### その他
- Invisible TOKYO シーズン1（2016年 - 、amazon）
- 五代目 アイドル航海士 海月七海（2018年 - ）
- 千葉県市原警察署 一日警察署長（2018年9月22日）

## モデル

### ビデオパッケージ
- ベネッセ こどもちゃれんじ
  - ぷちシアター
  - ぽけっとシアター
  - ほっぷ
- ベネッセ ミュージックビデオ
- AEON トップバリューソーセージ

### 雑誌
- はじめてのテレビえほん いないいないばあっ!（講談社）
- げんき（講談社）
- 幼稚園（小学館）
- edu（小学館）
- キッズサイエンス（学研）
- BEAMS ZAKKA（KKベストセラーズ）

### カタログ
- エンメ インターナショナル
- 子供服メローイエロー

### パッケージ
- トーホー ハローキティといっしょ

### 広告
- 松下電器産業（現：パナソニック） 乾いちゃう洗濯機
- 三井住友銀行　東京オリンピック・パラリンピック広告